# Famke Janssen
Famke Beumer Janssen, född 5 november 1964 i Amstelveen, är en nederländsk skådespelare och fotomodell.
Hon flyttade till USA 1984 för att arbeta som modell. Senare studerade hon vid Columbia University innan hon flyttade till Los Angeles för att bli skådespelare. Hon filmdebuterade i Fathers & Sons (1992) och fick sitt genombrott som skurken Xenia Onatopp i James Bond-filmen GoldenEye (1995). Därefter har hon bland annat medverkat i X-Men-filmerna.

## Filmografi (urval)
- 1992 – Star Trek: The Next Generation (TV-serie)
- 1994 – Melrose Place (TV-serie)
- 1995 – Goldeneye
- 1995 – Lord of Illusions
- 1998 – Rounders – Sista spelet
- 1998 – Faculty
- 1999 – Ondskans hus
- 2000 – Love & Sex
- 2000 – Circus
- 2000 – X-Men
- 2001 – Ally McBeal (TV-serie)
- 2001 – Don't Say a Word
- 2001 – Made
- 2002 – I Spy
- 2003 – X2: X-Men United
- 2004 – Nip/Tuck (TV-serie)
- 2004 – Eulogy
- 2005 – Hide and Seek
- 2006 – The Treatment
- 2006 – X-Men: The Last Stand
- 2007 – The Ten
- 2007 – Turn the River
- 2008 – Taken
- 2008 – The Wackness
- 2009 – 100 Feet
- 2010 – The Chameleon
- 2011 – Bringing Up Bobby
- 2012 – Taken 2
- 2013 – Hansel & Gretel: Witch Hunters
- 2013 – The Wolverine
- 2013–2015 – Hemlock Grove (TV-serie)
- 2014 – A Fighting Man
- 2014 – X-Men: Days of Future Past
- 2015 – Taken 3
- 2016 – The Blacklist (TV-serie)
- 2016 – The Blacklist: Redemption (TV-serie)
- 2020 – The Postcard Killings
- 2022 – Kärlek som befriar